# Гольденштедт, Владимир Карлович
Владимир Карлович Гольденштедт (урождённый — Владимир Фёдорович Ливин; 23 апреля 1878, Владивосток — неизвестно) — российский инженер-архитектор, главный архитектор Приморской области в 1910—1916 годы.
По проектам Гольденштедта построены несколько примечательных зданий — памятников архитектуры во Владивостоке и Шанхае.

## Биография
Родился 23 апреля 1878 года во Владивостоке в семье почтового телеграфного чиновника, губернского секретаря Фёдора Никифоровича Ливина, известного позже в качестве смотрителя Рыковской, а затем Александровской тюрем на Сахалине и описанного в книге А. П. Чехова «Остров Сахалин». Детство и отрочество будущего архитектора прошло на Миссионерской улице, в доме приёмного отца — Карла Георгиевича Гольденштедта, купца второй гильдии. Летом 1884 года, когда Фёдор Ливин получил назначение смотрителя тюрем на Сахалине, Карл Георгиевич подал прошение на имя императора, в котором просил разрешения на усыновление принятых ранее на воспитание детей, незаконнорождённых от жены губернского секретаря Агафьи Васильевны Ливиной. Прошение было удовлетворено с условием сохранения детьми православного вероисповедания и российского гражданства. Владимир Фёдорович Ливин получил имя Владимир Карлович Гольденштедт.
Получил высшее образование в Институте гражданских инженеров императора Николая I в Санкт-Петербурге. Осенью 1904 года защитил диплом и, вернувшись в родной город, поступил на должность младшего архитектора строительного отделения Приморского областного правления. Через полгода получил чин коллежского секретаря.
Во Владивостоке начал карьеру архитектора. Первым построенным по его проекту зданием стала Золотосплавочная лаборатория Русско-Азиатского банка. В 1906—1907 годах было возведено здание гостиницы «Централь» — главный проект архитектора во Владивостоке. С 1907 по 1910 год он принимал активное участие в строительстве казарм Владивостокской крепости.
6 декабря 1908 года награждён орденом Св. Станислава 3-й степени. В 1909 году по проекту Гольденштедта был выстроен ансамбль доходных домов промышленника Л. С. Скидельского. В 1909—1910 годах возведено одноэтажное здание Черепановской школы на Китайской улице.
17 мая 1910 года назначен областным архитектором. В 1912 году по его проекту построено здание Железнодорожного собрания.
В 1913 году направлен в Хабаровск, где в течение трёх лет занимался строительством нового комплекса зданий Хабаровской гражданской тюрьмы, за что был представлен к ордену Св. Анны 3-й степени.
В 1916 году приёмные дети Карла Гольденштедта вернули себе фамилию и отчество отца Фёдора Никифоровича Ливина, что было связано с проблемами для проживающих в России немцев, возникшими вследствие начала Первой мировой войны. Владимир Карлович вновь стал Владимиром Фёдоровичем Ливиным.
В 1922 году Владимир Ливин, вместе с семьёй и племянницей, эмигрировал в Шанхай. Там он продолжил работать архитектором, входил в Корпорацию архитекторов и инженеров Восточной Азии. В 1928 году спроектировал отель «Тина» (Hotel Tiny) на улице YuYuen.
В 1930-х годах в Шанхае начался строительный бум, что пошло на пользу карьере Ливина. Китайская корпорация Wing On, принадлежавшая семье Квок, владевшей крупной недвижимостью в городе, стала его основным заказчиком. Один из главных проектов архитектора — восьмиэтажное жилое здание The Astrid Apartments (сегодня её называют башня Наньчан) в стиле ар-деко в центре бывшего французского квартала, построенное в 1933 году.
В 1930-м году по проекту Ливина была выстроена одна из самых известных и престижных французских резиденций Шанхая: апартаменты King Albert на углу Cnr Rue Roi Albert и Route Lafayette. На здании-памятнике установлена мемориальная табличка с именем архитектора.
В 1956 году Ливин с супругой и дочерьми эмигрировали из Китая в Америку. О времени и месте смерти архитектора нет данных. Скончался 17 февраля 1965 года в Олбани (Нью-Йорк).

## Хронологический список проектов и построек
Легенда:
- Сохранившиеся постройки;
- Несохранившиеся постройки;
- Неосуществлённые проекты;
- по поводу атрибуции которых авторитетные источники расходятся (спорные постройки);

| Изображение | Датировка | Наименование проекта, постройки                             | Местонахождение                                                                            | Охранный статус      | Примечание                                                               | Источники |
| ----------- | --------- | ----------------------------------------------------------- | ------------------------------------------------------------------------------------------ | -------------------- | ------------------------------------------------------------------------ | --------- |
|             | 1903      | Здание золотосплавочной лаборатории Русско-Азиатского банка | Россия, Владивосток, Светланская улица, 12                                                 | 2510043000           |                                                                          | [ 12 ]    |
|             | 1907      | Гостиница «Централь»                                        | Россия, Владивосток, Светланская улица, 11                                                 | 2500675000           |                                                                          | [ 12 ]    |
|             | 1908      | Театр-кабаре «Лотос»                                        | Россия, Владивосток, Алеутская улица, 22/12                                                | 2510009000           |                                                                          | [ 12 ]    |
|             | 1902—1909 | Ансамбль доходных домов Л. Скидельского                     | Россия, Владивосток, Океанский проспект, 30                                                | 2500157000           |                                                                          | [ 12 ]    |
|             | 1909—1910 | Дом Демби                                                   | Россия, Владивосток, Океанский проспект, 9/11                                              | 2510001000           |                                                                          | [ 12 ]    |
|             | 1909—1910 | Здание школы Н. П. Черепанова                               | Россия, Владивосток, Океанский проспект, 18                                                | 2500616000           |                                                                          | [ 12 ]    |
|             | 1912      | Здание Железнодорожного собрания                            | Россия, Владивосток, Алеутская улица, 16                                                   | 2510006000           |                                                                          | [ 12 ]    |
|             | 1925      | Три проекта мавзолея Сунь Ятсена                            | Китай, Пекин                                                                               |                      | Проекты, представленные Гольденштедтом на конкурс, заняли 5, 6 и 7 места | [ 13 ]    |
|             | 1928      | Hotel Tiny                                                  | Китай, Шанхай, улица Yuyuan                                                                |                      |                                                                          | [ 14 ]    |
|             | 1930      | King Albert Apartments                                      | Китай, Шанхай, Шанхайская французская концессия, угол Cnr Rue Roi Albert и Route Lafayette | памятник архитектуры | На здании установлена памятная табличка с именем архитектора             | [ 10 ]    |
|             | 1933      | Astrid Apartments                                           | Китай, Шанхай, 151 Maoming South Rd                                                        | памятник архитектуры |                                                                          | [ 9 ]     |